# Hřbitov u kostela svatého Jiří (Plzeň)
Hřbitov u kostela svatého Jiří a jeho historie je úzce spjata s tímto kostelem, který se nachází v Plzni-Doubravce na břehu soutoku řek Berounky a Úslavy. Společně s chrámem je chráněn jako kulturní památka České republiky.

## Historický vývoj
Nejstarší nálezy asi 40 hrobů ve zdejší lokalitě jsou datovány do poloviny 11. století. Nález byl učiněn v roce 1905 v místech staré školy, která byla v roce 1849 upravena na obydlí hrobníka a nakonec v roce 1904 zbourána. Plošné rozšiřování hřbitova lze rozdělit do čtyř částí, kdy nejstarší fází je bezprostřední okolí kostela užívané do roku 1863. Následně došlo k postupnému rozšiřování jižním směrem a to v etapě období let 1863–1897 a let 1897–1905. Po roce 1905 došlo k expanzi jak východním tak i severním směrem.

## Kostnice
Zajímavostí zdejšího hřbitova je bezesporu barokní kostnice postavená kolem 1730 pravděpodobně Matějem Ondřejem Kondelem, který v té době prováděl přestavbu zdejšího kostela sv. Jiří. Jedná se o obdélníkovou stavbu, jejíž stěny jsou zdobeny lisenami a profilovanou okapní římsou. Delší stěna je prolomena oválnými okny s kovanou mříží, jejichž spodní strana byla v druhé polovině 19. století zazděna. Mezi okny se nachází jednoduchý vstupní portálek. Budova je kryta červenou prejzovou střechou, nad níž je vztyčena kulatá věžička podobná lucernám románských rotund a členěná čtyřmi polosloupky s volutovými motivy. Ve čtyřech polích mezi sloupky jsou oválná okénka a nad nimi štukové reliéfy s lebkou a zkříženými hnáty.
S ohledem na skutečnost, že zdejší farnost byla poměrně velká, zatímco hřbitov kolem kostela poměrně malý, byly hroby často po pěti, někdy však již po třech letech otvírány a kosti skládány k hřbitovní zdi. Z důvodu potřeby důstojného uložení těchto ostatků byla právě zbudována tato kostnice, která se rychle plnila a dobových vyprávění byla často srovnávána s kostnicí v Sedlci. Na přelomu 19. a 20. století došlo k vandalskému poničení kostnice a rozházení kostí. Při rozšiřování hřbitova v letech 1904 a 1905 byly kosti z kostnice uloženy do společných šachtových hrobů. Dnes slouží kostnice jako skladiště a postupně chátrá.

## Zajímavé náhrobky
Mimo dominantní stavby kostela a kostnice jsou na hřbitově i zajímavé náhrobky, jako např. hrobka rodiny Trejbalů, původně umístěné na hřbitově při zdi kostela Všech svatých, od Jana Kastnera dle návrhu Kamila Hilberta s vrcholovou sochou sv. Jana Křtitele a sochou Ukládání do hrobu či náhrobek dr. Karla Teysslera (zemřel 25. 5. 1869) s plastikou klečícího anděla a ozdobnou mříží po obvodu hrobky, který je nejstarším dochovaným náhrobkem na hřbitově. V roce 1919 zde byl pohřben Stanko Vodička, vůdce Rumburské vzpoury, popravený 29. 5. 1918 v Rumburku. Přesně po roce byl i s dvěma druhy s ním popravenými exhumován a všichni byli převezeni na hřbitovy ve své domovině.

## Fotogalerie

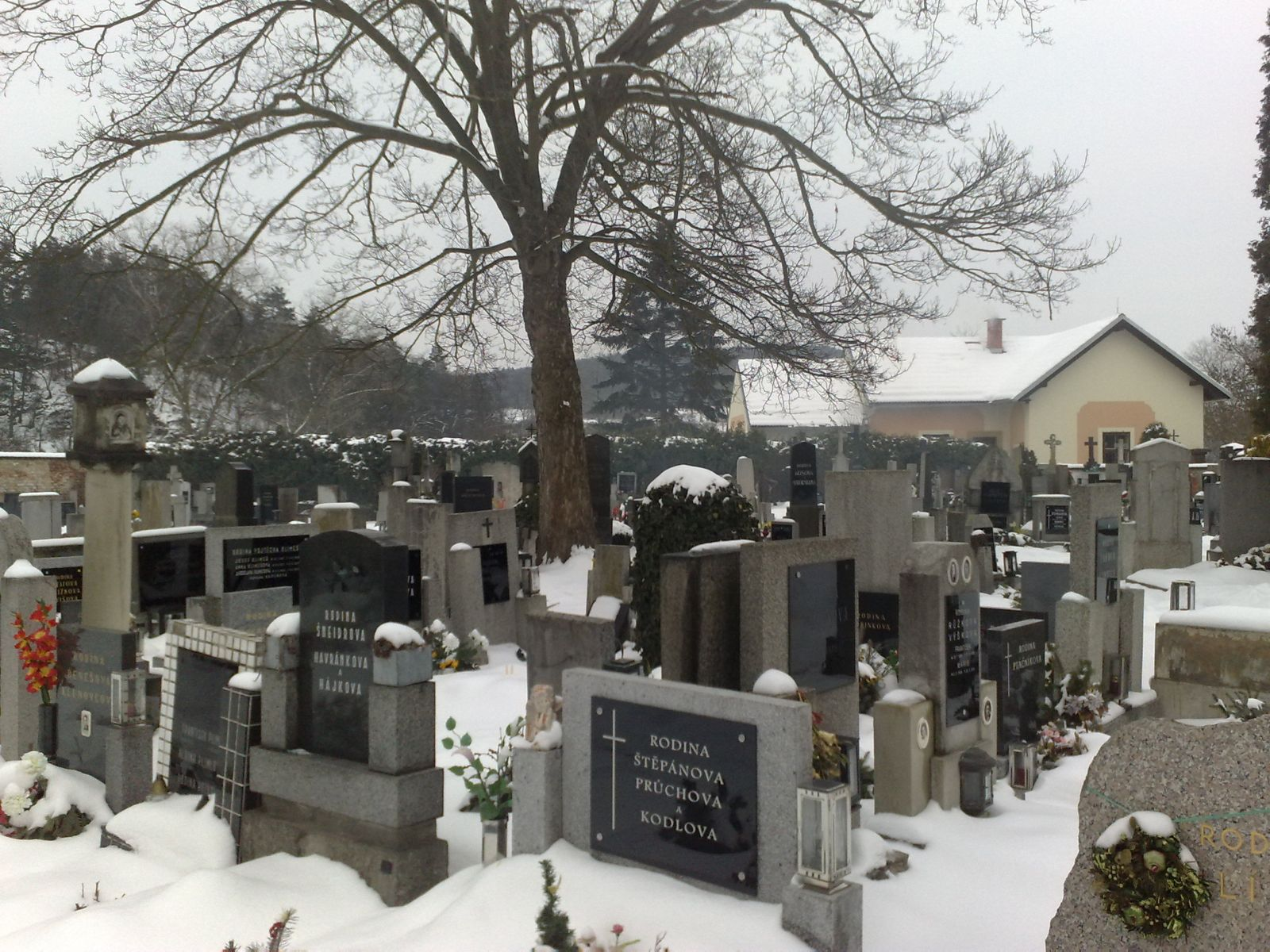
Hřbitov
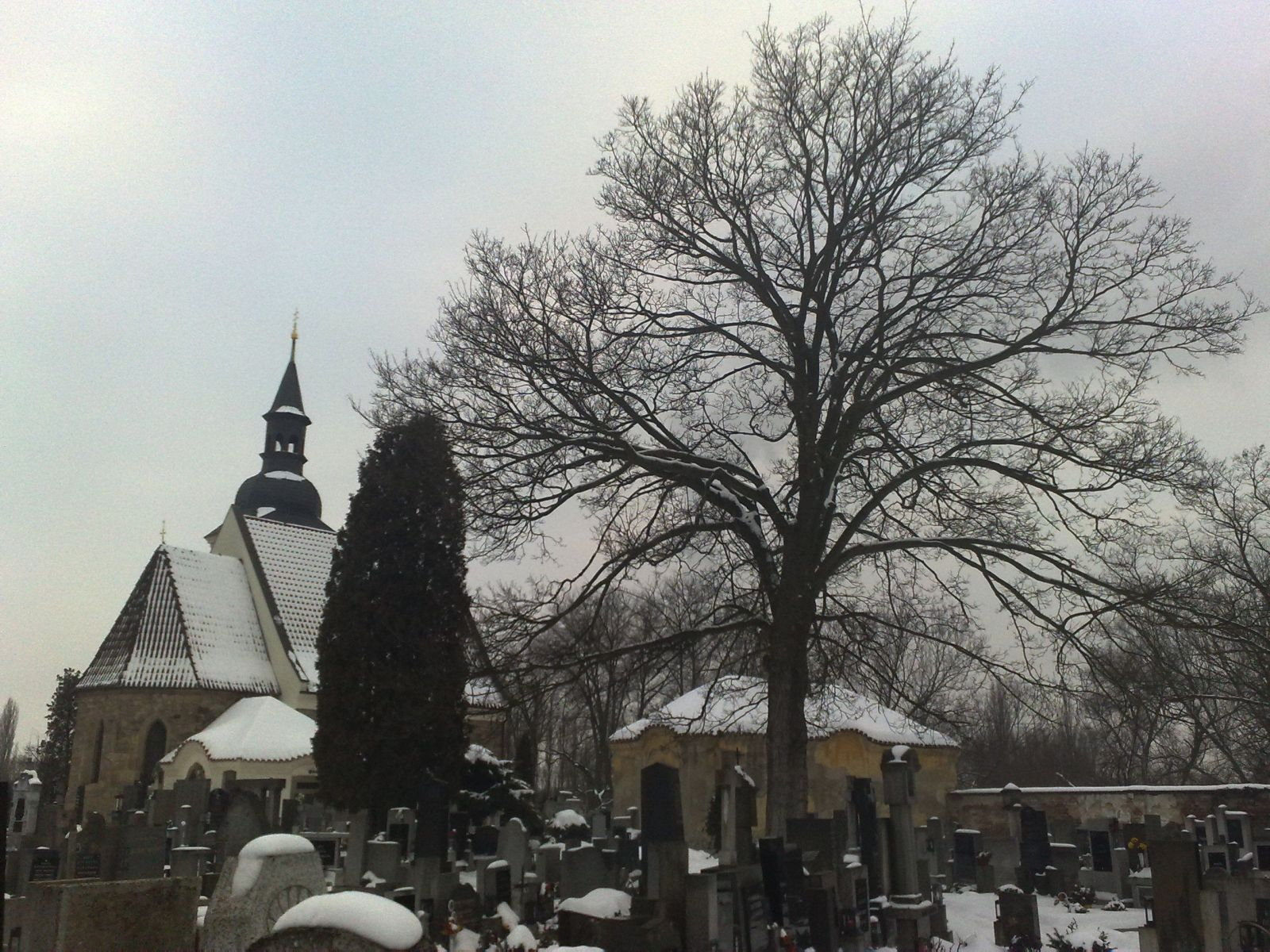
Hřbitov s kostelem sv. Jiří v pozadí
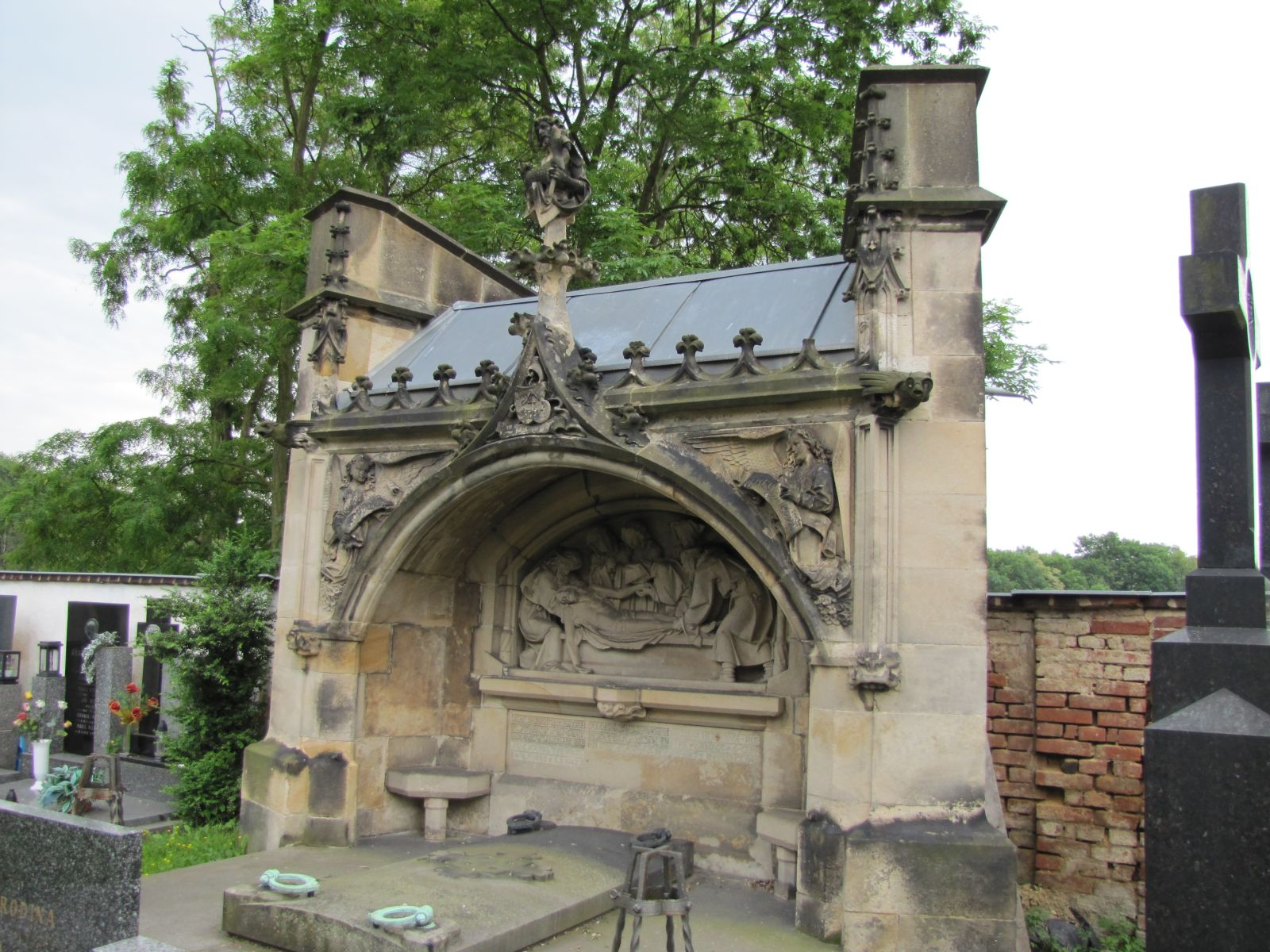
Hrobka rodiny Trejbalů